# Postincunabel
Een postincunabel is drukwerk uit de periode na het tijdvak van de incunabelen, dus na 31 december 1500. Als het eindpunt van het tijdvak van de postincunabelen worden verschillende data gehanteerd. Gewoonlijk kiest men het jaar 1520, maar soms vinden we ook halfweg de 16e eeuw (rond 1550) als grens.
In de Nederlandse Koninklijke Bibliotheek te Den Haag hanteert men het jaar 1540 als grens.